# Орден Суворова (ПМР)
Орден Суворова — военный орден самопровозглашённой Приднестровской Молдавской Республики. Назван в честь генералиссимуса князя Александра Васильевича Суворова. Учреждён 1 сентября 2007 года.

## Степени
Орден состоит из 2 степеней:
- Орден Суворова I степени (высшая степень ордена)
- Орден Суворова II степени

## Статут
С 1 сентября 2007 года статут предполагал награждение представителей высшего командного состава Вооружённых сил Приднестровской Молдавской Республики:
1. за выдающиеся заслуги в укреплении обороноспособности республики;
2. за достижения в осуществлении военной внешней политики по развитию Приднестровской Молдавской Республики в мирных условиях;
3. за успешное руководство при проведении особо важных государственных заданий в области защиты республики;
4. за особые заслуги в деле создания и управления органами и войсками Вооружённых сил Приднестровской Молдавской Республики, организацию оперативно-боевых и войсковых операций по защите и обороне Отечества.

24 марта 2008 года статут ордена дополнен новыми положениями. Орденом стали награждаться не только военачальники, но и воинские формирования, города и другие населённые пункты Приднестровской Молдавской Республики за особо выдающиеся заслуги, проявленные при защите Отечества.

## Описание
Орден состоит из двух частей: основы и накладки.
Основа представляет собой восьмиконечную звезду, поверхность которой изготовлена в виде расходящихся от центра лучей и изготавливается:
- для ордена 1 степени — из томпака.
- для ордена 2 степени — из нейзильбера.

Накладка изготавливается из томпака. Она представляет собой овал, обрамлённый с левой и правой сторон лавровыми ветвями. Овал имеет по периметру выступающее на 0,5 мм над остальной поверхностью кольцо шириной в 2,5 мм, его поверхность гладкая. В верхней части кольца вдавлена надпись «Мужественные подвиги достойнее слов», внизу вдавлена надпись «А. В. Суворов».
Верхняя надпись покрыта эмалью:
- для ордена 1 степени — зелёной;
- для ордена 2 степени — красной.

Надпись «А. В. Суворов» также покрыта эмалью:
- для ордена 1 степени — красной;
- для ордена 2 степени — зелёной.

В овале помещено рельефное погрудное изображение А. В. Суворова. Поверхность овала, расположенная между кольцом и изображением полководца, покрыта эмалью:
- для ордена 1 степени — белой;
- для ордена 2 степени — зелёной.

Габариты ордена:
- I степени — 60 мм;
- II степени — 55 мм.

Знак ордена 1 степени на оборотной стороне имеет скобу для крепления к нему орденской ленты шириной в 24 мм. Концы ленты соединяются застёжками.
На реверсе ордена посередине в три строки выпуклыми буквами нанесена надпись «Приднестровская Молдавская Республика», в нижней части гравируется номер: № 001 и далее.
Знак ордена 2 степени имеет на оборотной стороне нарезной штифт с гайкой для крепления к одежде.
На реверсе ордена вверху штифта с гайкой в три строки выпуклыми буквами нанесена надпись «Приднестровская Молдавская Республика», в нижней части гравируется номер: № 001 и далее.

## Правила ношения
Орден I степени носится на шейной ленте, II степени — на правой стороне груди перед орденом «За службу Родине в Вооружённых Силах Приднестровской Молдавской Республики».
При ношении орденских колодок, лента ордена Суворова располагается после ленты ордена «За Заслуги».

## Орденские ленты
Ленты шириной 24 мм.
Чередование цветных полос на орденской ленте (в мм):
- Расцветка ленты для ордена I степени

|        |         |        |         |               |         |         |         |               |         |        |         |
| Цвет   | Красный | Жёлтый | Красный | Светло-жёлтый | Красный | Зелёный | Красный | Светло-жёлтый | Красный | Жёлтый | Красный |
| Размер | 1       | 3      | 0,5     | 4             | 2,5     | 2       | 2,5     | 4             | 0,5     | 3      | 1       |

- Расцветка ленты для ордена II степени

|        |         |       |         |              |         |         |         |              |         |       |         |
| Цвет   | Красный | Серый | Красный | Светло-серый | Красный | Зелёный | Красный | Светло-серый | Красный | Серый | Красный |
| Размер | 1       | 3     | 0,5     | 4            | 2,5     | 2       | 2,5     | 4            | 0,5     | 3     | 1       |

## Порядок награждения
Награждение орденом производится последовательно: сначала II степенью, потом I степенью.
Право награждения принадлежит Президенту ПМР, который издаёт соответствующие указы о награждении.
Президент ПМР, как Верховный главнокомандующий Вооружёнными силами может быть награждён исключительно I степенью ордена. Право награждения Президента принадлежит Президиуму Верховного Совета ПМР.

## Награждённые орденом
I и II степени
- Хажеев, Станислав Галимович — министр обороны Приднестровской Молдавской Республики в 1992—2012 годах, генерал-полковник — «за личный вклад в создание, укрепление и повышение боевой готовности Вооруженных Сил Приднестровской Молдавской Республики, активную государственную деятельность, высокий профессионализм и в связи с 20-й годовщиной со дня создания Вооруженных Сил Приднестровской Молдавской Республике» (Указ Президента ПМР № 384 от 25 августа 2011 года)[1] и «за выдающиеся заслуги в защите и укреплении обороноспособности Приднестровской Молдавской Республики» (Указ Президента ПМР № 384 от 17 января 2012 года)[2].

I степень
- Смирнов, Игорь Николаевич — Президент Приднестровской Молдавской Республики в 1991—2011 годах — «за выдающиеся успехи в деле укрепления обороноспособности республики» (Президиум Верховного совета ПМР, 23 октября 2008 года)[3][4].

- Лебедь, Александр Иванович (посмертно) — российский государственный, политический и военный деятель, генерал-лейтенант — «за личный вклад в становление и защиту Приднестровской Молдавской Республики, проявленное мужество и героизм» (Указ Президента ПМР № 384 от 11 июня 2012 года)[5].

II степень
- Бендеры — город в Приднестровской Молдавской Республике — «за мужество и героизм, проявленные жителями города Бендеры при защите Приднестровской Молдавской Республики от агрессии Республики Молдова, сохранение военно-исторического наследия и традиций и в связи с 600-летием со дня первого летописного упоминания» (Указ Президента ПМР № 641 от 3 октября 2008 года)[6].

- Россихин, Геннадий Петрович — первый заместитель министра государственной безопасности Приднестровской Молдавской Республики, генерал-майор — «за выдающиеся заслуги в деле создания и управления органами и войсками Министерства государственной безопасности Приднестровской Молдавской Республики, высокие показатели в  оперативно-служебной  деятельности  по  обеспечению государственной безопасности   Приднестровской  Молдавской  Республики  и  в  связи  с 65-летием со дня рождения» (Указ Президента ПМР № 900 от 24 декабря 2009 года)[7].

- Багапш, Сергей Васильевич — Президент Республики Абхазия в 2005—2011 годах[4].

- Кокойты, Эдуард Джабеевич — Президент Республики Южная Осетия в 2001—2011 годах[8].

- Андреева, Галина Степановна — председатель Женского забастовочного комитета Приднестровской Молдавской Республики — «за личный вклад в становление, защиту и укрепление Приднестровской Молдавской Республики, активную общественную деятельность, высокие организаторские способности и в связи с 20-й годовщиной со дня создания Женского забастовочного движения в Приднестровской Молдавской Республике» (Указ Президента ПМР № 637 от 25 августа 2011 года)[9].

- Бондарчук, Виталий Григорьевич — казачий генерал, член Совета стариков ОО «Тираспольский казачий округ» Черноморского казачьего войска — «за заслуги, проявленные при защите и обеспечении безопасности Приднестровской Молдавской Республики, и в связи с 20-й годовщиной возрождения Черноморского Казачьего Войска» (Указ Президента ПМР № 945 от 5 декабря 2011 года)[10].